# Onychostoma ovale
Onychostoma ovale är en fiskart som beskrevs av Pellegrin och Chevey, 1936. Onychostoma ovale ingår i släktet Onychostoma och familjen karpfiskar. IUCN kategoriserar arten globalt som otillräckligt studerad. Inga underarter finns listade i Catalogue of Life.